# Xã Elk, Quận Stoddard, Missouri
Xã Elk (tiếng Anh: Elk Township) là một xã thuộc quận Stoddard, tiểu bang Missouri, Hoa Kỳ. Năm 2010, dân số của xã này là 354 người.